# Eranina tauaira
Eranina tauaira là một loài bọ cánh cứng trong họ Cerambycidae.